# América Latina en Serie Mundial de Pequeñas Ligas
La Región de América Latina ha competido en la Serie Mundial de Pequeñas Ligas desde su creación en 1958. Hasta 2001, la Región de América Latina incluía México y el Caribe En 2001, cuando la Serie Mundial de Pequeñas Ligas se expandió a dieciséis equipos, a México y el Caribe se les dieron sus propias regiones. La región está abierta a todos los países del continente latinoamericano, pero normalmente la disputan equipos de Panamá y Venezuela. Desde la división de 2001, la región ha estado representada por Venezuela (11 apariciones) o Panamá (siete apariciones) en la Serie Mundial de Pequeñas Ligas, a partir de 2019.
Después del LLWS de 2021, Panamá y los países de la región del Caribe, Cuba y Puerto Rico, ocuparán dos puestos en el LLWS. Dos de los tres enviarán campeones a la LLWS cada año, mientras que el tercero competirá en su región habitual; los atraques automáticos rotarán anualmente. Este esquema es parte de una expansión planificada del LLWS de 16 a 20 equipos que originalmente estaba programada para 2021, pero se retrasó hasta 2022 debido a COVID-19 .
Los equipos de América Latina han ganado el título de la LLWS cinco veces, pero solo cuatro fueron campeones de la región de América Latina. La Liga Pequeña Industrial de Monterrey, México, ganó títulos consecutivos en 1957 y 1958, pero el primer título fue como campeón de la Región Sur. Los otros tres campeonatos de la LLWS los ganaron Guadalupe, Nuevo León, México, en 1997, y Maracaibo, Venezuela, en 1994 y 2000.

## Países de la región de América Latina
- Argentina
- Bolivia
- Brasil
- Chile
- Colombia
- Costa Rica
- Ecuador
- El Salvador
- Guatemala
- Guyana
- Honduras
- Nicaragua
- Panamá
- Paraguay
- Perú
- Trinidad y Tobago
- Uruguay
- Venezuela

## Campeones de la región
| Año  | Anfitrión de la eliminatoria                     | Campeón                                          | Equipo                                           | Resultado en SMPL                                |
| ---- | ------------------------------------------------ | ------------------------------------------------ | ------------------------------------------------ | ------------------------------------------------ |
| 1957 |                                                  | Industrial                                       | Monterrey                                        | Campeones                                        |
| 1958 |                                                  | Industrial                                       | Monterrey                                        | Campeones                                        |
| 1959 |                                                  | San Juan                                         | San Juan                                         | Quarterfinals                                    |
| 1960 |                                                  | Industrial                                       | Monterrey                                        | 4.º lugar                                        |
| 1961 |                                                  | Industrial                                       | Monterrey                                        | 3.er lugar                                       |
| 1962 |                                                  | Del Norte                                        | Monterrey                                        | 4.º lugar                                        |
| 1963 |                                                  | Obispado                                         | Monterrey                                        | 5.º lugar                                        |
| 1964 |                                                  | Obispado                                         | Monterrey                                        | Runners-up                                       |
| 1965 |                                                  | Zulia                                            | Maracaibo                                        | 7.º lugar                                        |
| 1966 |                                                  | Cuauhtémoc                                       | Monterrey                                        | 6.º lugar                                        |
| 1967 |                                                  | Linares                                          | Linares                                          | 4.º lugar                                        |
| 1968 |                                                  | Chinandega                                       | Chinandega                                       | 7.º lugar                                        |
| 1969 |                                                  | Jorge Rosas                                      | Mayagüez                                         | 6.º lugar                                        |
| 1970 |                                                  | Chinandega                                       | Chinandega                                       | 3.er lugar                                       |
| 1971 |                                                  | Caguas Gillette                                  | Caguas                                           | 5.º lugar                                        |
| 1972 |                                                  | Admiral Gallery                                  | San Juan                                         | 4.º lugar                                        |
| 1973 |                                                  | Mitras                                           | Monterrey                                        | 6.º lugar                                        |
| 1974 |                                                  | Coquivacoa                                       | Maracaibo                                        | 4.º lugar                                        |
| 1975 | International teams were banned by Little League | International teams were banned by Little League | International teams were banned by Little League | International teams were banned by Little League |
| 1976 |                                                  | Puerto Nuevo                                     | San Juan                                         | 3.er lugar                                       |
| 1977 |                                                  | Coquivacoa                                       | Maracaibo                                        | 4.º lugar                                        |
| 1978 |                                                  | La Javilla                                       | Santo Domingo                                    | 4.º lugar                                        |
| 1979 |                                                  | Luis Llorens Torres                              | Santurce                                         | 5.º lugar                                        |
| 1980 |                                                  | Pabao                                            | Willemstad                                       | 5.º lugar                                        |
| 1981 |                                                  | Unidad Modelo                                    | Monterrey                                        | 7.º lugar                                        |
| 1982 |                                                  | Coquivacoa                                       | Maracaibo                                        | 5.º lugar                                        |
| 1983 |                                                  | Liquito Hernández                                | Barahona                                         | Runners-up                                       |
| 1984 |                                                  | Willys R. Cook                                   | Bethania                                         | 5.º lugar                                        |
| 1985 |                                                  | Coquivacoa                                       | Maracaibo                                        | 5.º lugar                                        |
| 1986 |                                                  | Coquivacoa                                       | Maracaibo                                        | 4.º lugar                                        |
| 1987 |                                                  | Rolando Paulino                                  | Moca                                             | 3.er lugar                                       |
| 1988 |                                                  | Curundú                                          | Curundú                                          | 7.º lugar                                        |
| 1989 |                                                  | Coquivacoa                                       | Maracaibo                                        | 3.er lugar                                       |
| 1990 |                                                  | Matamoros                                        | Matamoros                                        | 5.º lugar                                        |
| 1991 |                                                  | Luis Montas                                      | San Cristóbal                                    | 3.er lugar                                       |
| 1992 |                                                  | Epy Guerrero                                     | Santo Domingo                                    | T-3.er lugar                                     |
| 1993 |                                                  | David Doleguita                                  | David                                            | Runner Up                                        |
| 1994 |                                                  | Coquivacoa                                       | Maracaibo                                        | Campeones                                        |
| 1995 |                                                  | Eduardo Sosa                                     | Santo Domingo                                    | T-3.er lugar                                     |
| 1996 |                                                  | Matías Ramón Mella                               | San Isidro Air Base                              | T-3.er lugar                                     |
| 1997 |                                                  | Linda Vista                                      | Guadalupe                                        | Campeones                                        |
| 1998 | Bayamón                                          | Linda Vista                                      | Guadalupe                                        | Group Stage                                      |
| 1999 | Monterrey                                        | Juan A. Bibiloni                                 | Yabucoa                                          | T-3.er lugar                                     |
| 2000 |                                                  | Sierra Maestra                                   | Maracaibo                                        | Campeones                                        |
| 2001 | Ciudad de Panamá                                 | Santiago de Veraguas                             | Santiago de Veraguas                             | Group Stage                                      |
| 2002 | Managua                                          | Los Leones                                       | Valencia                                         | Quarterfinals                                    |
| 2003 | Mayagüez                                         | Altagracia                                       | Los Puertos                                      | Quarterfinals                                    |
| 2004 | Ciudad de Panamá                                 | Curundú                                          | Ciudad de Panamá                                 | Quarterfinals                                    |
| 2005 | Maracaibo                                        | Los Leones                                       | Valencia                                         | Group Stage                                      |
| 2006 | Guatemala City                                   | Cardenales                                       | Barquisimeto                                     | Quarterfinals                                    |
| 2007 | Ciudad de Panamá                                 | La Victoria                                      | Maracaibo                                        | Quarterfinals                                    |
| 2008 | Maracaibo                                        | Coquivacoa                                       | Maracaibo                                        | Quarterfinals                                    |
| 2009 | Barranquilla                                     | Coquivacoa                                       | Maracaibo                                        | Group Stage                                      |
| 2010 | Guatemala City                                   | Chitré                                           | Chitré                                           | Group Stage                                      |
| 2011 | San José                                         | Gran Maracay                                     | Maracay                                          | Int'l Semifinal                                  |
| 2012 | Aguadulce                                        | Aguadulce                                        | Aguadulce                                        | 4.º lugar                                        |
| 2013 | Guayaquil                                        | Aguadulce                                        | Aguadulce                                        | Int'l Semifinal                                  |
| 2014 | Managua                                          | Coquivacoa                                       | Maracaibo                                        | Ronda 3                                          |
| 2015 | Barranquilla                                     | Cardenales                                       | Barquisimeto                                     | Int'l Semifinal                                  |
| 2016 | Ciudad de Panamá                                 | Aguadulce                                        | Aguadulce                                        | 3.er lugar                                       |
| 2017 | Barranquilla                                     | Luz Maracaibo                                    | Maracaibo                                        | Ronda 3                                          |
| 2018 | Ciudad de Panamá                                 | Vacamonte                                        | Arraiján                                         | Ronda 2                                          |
| 2019 | Aguadulce                                        | Cacique Mara                                     | Maracaibo                                        | Ronda 2                                          |
| 2022 | Managua                                          | 14 de septiembre                                 | Managua                                          | Ronda 4                                          |
| 2023 | Maracaibo                                        | San Francisco                                    | Maracaibo                                        | Ronda 3                                          |

## Resumen
| País                 | Campeonatos | Mejor resultado en LLWS      |
| -------------------- | ----------- | ---------------------------- |
| Venezuela            | 22          | Campeones (1994, 2000)       |
| México               | 14          | Campeones (1957, 1958, 1997) |
| Panamá               | 10          | Subcampeones                 |
| Puerto Rico          | 7           | 3er lugar                    |
| República Dominicana | 7           | Subcampeón                   |
| Nicaragua            | 3           | 3.er lugar                   |
| Curazao              | 1           | 5to lugar                    |

La cursiva indica que el equipo ya no compite en la región de América Latina. México ahora tiene su propia región, mientras que Puerto Rico, República Dominicana y Curazao compiten en la región del Caribe.